# Peter Honnen
Peter Honnen (* 1954 in Rheinhausen) ist ein deutscher Sprachwissenschaftler und Spezialist für die Sprachen des Rheinlands.

## Leben
Er studierte Sprachwissenschaften und Geschichte in Bonn. Er lebt mit seiner Frau in der Bonner Südstadt.
Peter Honnen ist seit Jahren als wissenschaftlicher Mitarbeiter und Referent an der Abteilung Sprachforschung beim LVR-Institut für Landeskunde und Regionalgeschichte (vormals: Amt für Rheinische Landeskunde – ARL) im Bonner Stadtteil Endenich tätig. Es handelt sich dabei um eine Untergliederung des Landschaftsverbands Rheinland (LVR), dessen Hauptsitz in Köln-Deutz liegt. Peter Honnen ist der Verfasser oder Mitverfasser zahlreicher Bücher und Zeitschriftenartikel zum Regiolekt, den Dialekten, Sprachinseln und Sondersprachen, den Rotwelschen Sprachen sowie zum Jiddischen im Rheinland. Er hat in den 1980er Jahren an der Entwicklung der Rheinischen Dokumenta mitgewirkt, einer einfachen Lautschrift für die lokalen Sprachen der weiteren Regionen vom Niederrhein bis zur südlichen Pfalz. Er war beratend an zahlreichen Publikationen zu Dialekten im Rheinland beteiligt. Er hat an über 80 Dialektwörterbüchern mitgewirkt oder sie selbst verfasst. Er konzipierte und war bis zu seinem Ruhestand im Oktober 2019 Betreuer und Redakteur des Rheinischen Mitmachwörterbuchs, mit dem das Institut für Landeskunde und Regionalgeschichte die neuesten Entwicklungen des Regiolekts im Rheinland erforscht und dokumentiert.

## Publikationen
Eine Auswahl Monographien:
- Wo kommt dat her? Herkunftswörterbuch der Umgangssprache an Rhein und Ruhr. Greven-Verlag, Köln, 2018, ISBN 978-3-7743-0692-9
- Monika Grübel, Peter Honnen (Hrsg.): Jiddisch im Rheinland: auf den Spuren der Sprachen der Juden. Klartext-Verlag, Essen 2014, ISBN 978-3-8375-0886-4 (eine Veröffentlichung des LVR-Instituts für Landeskunde und Regionalgeschichte und des LVR-Kulturhaus Landsynagoge Rödingen).
- Alles Kokolores? – Wörter und Wortgeschichten aus dem Rheinland. Greven Verlag, Köln 2008, ISBN 978-3-7743-0418-5.
- Kappes, Knies und Klüngel. Regionalwörterbuch des Rheinlandes. Greven Verlag, Köln 2003, ISBN 3-7743-0337-1.
- Geheimsprachen im Rheinland. Eine Dokumentation der Rotwelschdialekte in Bell, Breyell, Kofferen, Neroth, Speicher und Stotzheim (= Rheinische Mundarten. Band 10). 2. Auflage. Rheinland-Verlag, Köln 2000, ISBN 3-7927-1728-X (Mit einer CD).
- mit Cornelia Forstreuter: Sprachinseln im Rheinland. Eine Dokumentation des Pfälzer Dialekts am unteren Niederrhein und des „Hötter Platt“ in Düsseldorf-Gerresheim. (= Rheinische Mundarten. Band 7). Rheinland-Verlag, Köln 1994, ISBN 3-7927-1456-6. (Mit einer CD)
- mit Georg Cornelissen (Bearb.): Anlage einer Wortsammlung. Empfehlungen und Vorschläge für die Mundartdokumentation im Rheinland. Rheinland-Verlag, Köln 1986, ISBN 3-7927-0926-0.
- mit Georg Cornelissen und Fritz Langensiepen (Hrsg.): Das Rheinische Platt: Eine Bestandsaufnahme (= Rheinische Mundarten. Band 2). Rheinland-Verlag, Köln 1989, ISBN 3-7927-0689-X.
- (vorgestellt nach Vorarbeiten von Fritz Langensiepen) Rheinische Dokumenta: Lautschrift für Rheinische Mundarten, Mundartdokumentation im Rheinland. 2. Auflage. Rheinland-Verlag, Köln 1987, ISBN 3-7927-0947-3.